# WALLABY
『WALLABY』（ワラビー）は、Hysteric Blueの2枚目のアルバム。

## 概要
- 前作から10か月でのリリース。
- 収録曲「ラバーズ」はPlayStation 2のゲームソフト『スキャンダル』の主題歌。

## 収録曲
全編曲：佐久間正英&Hysteric Blue
1. ソンナコトイエナイ
作詞：Tama
作曲：佐久間正英&Hysteric Blue
2. Midnight Rave
作詞・作曲：たくや
3. ラバーズ
作詞：Tama
作曲：たくや
4. 直感パラダイス
作詞：Tama
作曲：ナオキ
6thシングル
5. ふたりぼっち
作詞：Tama、たくや
作曲：たくや
5thシングル
6. Paradox
作詞：Tama、たくや
作曲：たくや
7. アンバランス
作詞：Tama
作曲：ナオキ
8. 真昼の夕焼
作詞：たくや
作曲：ナオキ
9. なぜ…
作詞・作曲：たくや
4thシングル
10. 雨上がり
作詞：Tama
作曲：ナオキ
11. Dear
作詞・作曲：たくや
のちに7thシングルとしてリカットされる。
12. 今見える明日, 戒める今日 (ライヴ・ヴァージョン)
作詞・作曲：たくや
1999年のZepp Tokyoでのツアーファイナルの音源を収録